# 英奇男爵彼得·英奇
英奇男爵彼得·安东尼·英奇, KG，GCB，PC，DL，（英語：Peter Anthony Inge, Baron Inge，1935年8月5日—2022年7月20日），英国陆军元帅，在1992年和1994年之间担任英国陆军总参谋长，在1994年3月15日升任英国陆军元帅和英國國防參谋长（三軍總參謀長）。1997年在他退休并获赠嘉德骑士勋章之前，他担任伦敦塔的警察总监和绿色霍华兹团長（隶属亚历山德拉公主的约克郡团）以及在其它英軍部隊中任职。
他是巴特勒调查团的成员，由巴特勒勋爵（Lord Butler）进行的调查大规模杀伤性武器报告（WMDs），确定是伊拉克战争有缺陷的。
1956年彼得·英奇从桑赫斯特进入绿色霍华兹团，他在香港駐軍，德国駐軍和利比亚第1营服役。在国防部服勤以后他作为营長，回到北爱尔兰。从1971年到1972年他是第11装甲旅的少校，1987年他获巴斯勋章爵级司令勋位，升为陆军中将并作为参谋长继续在德国服役。
1989年英奇成为北約北歐集團軍司令和英國萊茵軍團司令。1992年他回到英国担任陸軍总参谋长并于1994年晋升为陆军元帅和英国国防参谋长。他担任该职直到1997年，后获封为北约克郡里士满的英奇男爵。2002年获封嘉德勋章。2004年他被任命为枢密院顾问官和巴特勒调查委员会委员，审查在伊拉克战争其间对情報的使用。
英奇於2022年7月20日逝世，終年86歲。